# Vörös Péter (író)
Vörös Péter (Marcelháza, 1947. június 25. – Érsekújvár, 2004. április 3.) író, költő, kritikus.

## Élete

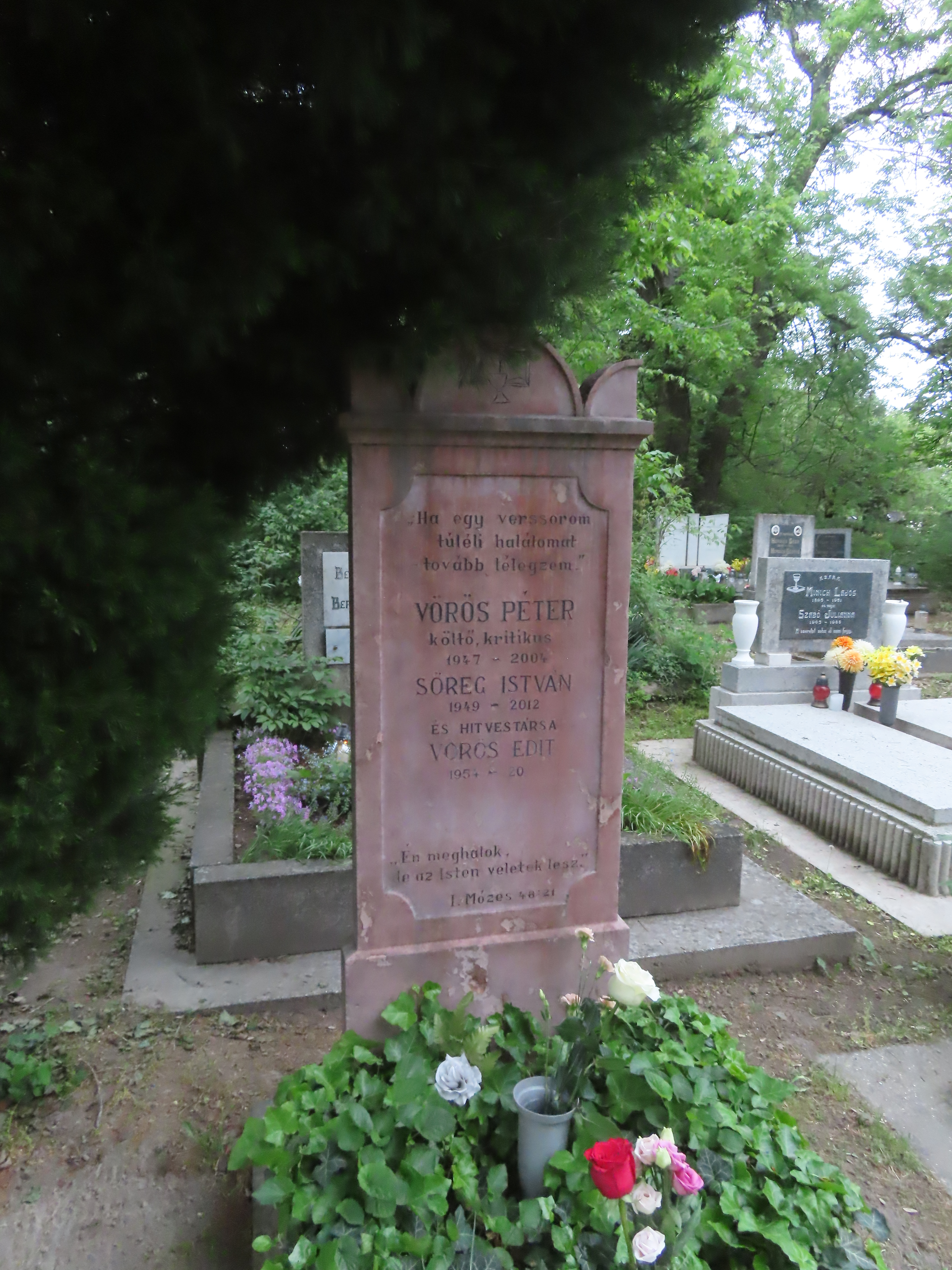
Vörös Péter költő sírhelye Komáromban

1965-ben érettségizett Érsekújvárban. Kamocsán élt.
1970-től közölte írásait, melyek közel húsz különféle lapban jelentek meg. 1983–1986 közt az Iródia tagja. Versei a Földet ér vándorlásunk (1989), BűnRossz Versek Anthológiája (1993) és az Iródia (1994) című antológiában jelentek meg. Versein a neoavantgárd hatása érződik. Prózájában az elbeszélés, esszé, napló műfaji jegyei keverednek, történetei a lét értelmére kérdeznek rá. Kritikáiban, recenzióiban elsősorban az Érsekújvárhoz és annak környékéhez kötődő alkotók jelentek meg. Irodalomkritikusi tevékenységét például az Új Szó és a Szabad Újság közölte.
Hosszú, súlyos betegség után hunyt el. A költővel egy sírban a költő húgának a férje, Söreg István nyugszik.

## Emléke
- Emléktábla Kamocsán[2]

## Művei
- 1999 Szamovár és mentőöv (versek 1974-1996)
- 2000 Shakespeare és a vadkan
- 2003 Cseresznyevirág (101 haiku)